# Victor ou les Enfants au pouvoir
Victor ou les Enfants au pouvoir est une pièce de théâtre de Roger Vitrac, créée le 24 décembre 1928 à la Comédie des Champs-Élysées, dans une mise en scène d'Antonin Artaud avec la troupe du théâtre Alfred-Jarry. L'affiche est dessinée par Gaston-Louis Roux.
Le spectacle est d'abord reçu avec froideur par la critique dramatique et il faut attendre la nouvelle mise en scène de Jean Anouilh en 1962 pour que les critiques comprennent l'importance de la pièce.

## Résumé de l’œuvre
Victor, le jour de ses neuf ans, décide de mourir pour ne pas devenir adulte. Grâce à sa terrible intelligence, il ridiculise chaque adulte de la pièce. Il les contraint même au suicide.

## Mises en scène
- 1946 : mise en scène par Michel de Ré au Théâtre Agnès Capri.
- 1955 : mise en scène de Roger Planchon au Théâtre de la Comédie, à Lyon.
- 1962 : mise en scène de Jean Anouilh au Théâtre de l'Ambigu.
- 1982 : entrée au répertoire de la Comédie-Française, dans une mise en scène de Jean Bouchaud.
- 1998 : mise en scène de Philippe Adrien à la Cartoucherie de Vincennes.
- 2006 : mise en scène de Gilles Bouillon au Théâtre Olympia, à Tours, et au Théâtre à Chatillon, à Châtillon (Hauts-de-Seine)[2].
- 2008 : mise en scène d'Alain Sachs au Théâtre Antoine.
- 2013 : mise en scène d'Emmanuel Demarcy-Mota au Théâtre de la Ville, avec Élodie Bouchez et Hugues Quester[3].
- 2015 : mise en scène de Frédéric Poinceau à La Criée, à Marseille.
- 2019 : mise en scène de Christian Schiaretti au Théâtre national populaire à Villeurbanne[4].
- 2024 : mise en scène de Laurent Dimarino au Théâtre de la Distillerie à Aubagne.